# Classe Ambassador Mk III
La classe Ambassador Mk III, ou classe Ezzat, est une série de 4 navires d'attaque rapides lance-missiles construits par le chantier naval américain VT Halter Marine (en) à Pascagoula dans le Mississippi pour la Marine égyptienne.

## Caractéristiques
Réceptionnés par celle-ci entre 2013 et 2015, ils sont affectés à la protection des côtes nationales et du canal de Suez. Les rôles de surveillance, d'attaque anti-navires, d'interdiction de zone ou d'appui d'escadre sont nécessaires à cette mission, qu'ils peuvent effectuer en autonomie ou coopération. Navires puissamment armés pour leurs 570 tonnes, ils sont notamment dotés de 8 missiles de croisière AGM-84 Harpoon d'une portée supérieure à 120 km, vecteurs principaux de leur force de frappe pour la lutte de surface. Elle est complétée par une défense antiaérienne rapprochée conséquente, composée d'un lanceur Mk49 pour 21 missiles RIM-116 RAM fournis par Raytheon, d'un CIWS Phalanx par General Dynamics et d'un canon de 76 mm par OTO Melara qui peuvent engager tous types de cibles jusqu'à respectivement 9, 3,5 et 16 km. Conjointement à cette puissance de feu, ils opèrent par l'exploitation de leur furtivité radar et d'une vitesse maximale élevée, qui atteint les 41 nœuds (soit 76 km/h). Le coût du programme, qui inclut la fabrication des 4 unités mais aussi les équipements, la formation des équipages et le soutien logistique, est estimé en décembre 2009 à 1,29 milliard de dollars, dont 800 millions sont payés par les États-Unis.

## Navires
| Nom      | N° de coque | Pose de la quille | Lancement       | Entrée en service | Statut     |
| -------- | ----------- | ----------------- | --------------- | ----------------- | ---------- |
| S. Ezzat | 682         | 7 avril 2011      | 25 octobre 2011 | 19 novembre 2013  | En service |
| F. Zekry | 683         |                   |                 | Décembre 2013     | En service |
| A. Gad   | 684         |                   |                 | Juin 2015         | En service |
| M. Fahmy | 685         |                   |                 | Juin 2015         | En service |